# Jorge Mautner (álbum de 1974)
Jorge Mautner é o segundo álbum do cantor, compositor e escritor carioca Jorge Mautner lançado em 1974 pela gravadora Polydor[carece de fontes?] com a produção de Gilberto Gil e o primeiro álbum de estúdio do cantor, já que o anterior, Para Iluminar a Cidade foi gravado ao vivo. O disco apresenta a sua canção "Maracatu Atômico" que fora sucesso com o próprio Gil, além de "Herói das Estrelas", "Cinco Bombas Atômicas", "Pipoca À Meia-Noite" e "Guzzy Muzzy". O disco traz Mautner acompanhado de seu tradicional parceiro Nelson Jacobina nas guitarras e composições, os bateristas Tuti Moreno e Chiquinho Azevedo, o baixista Rodolfo Grani Junior e também Roberto de Carvalho nas guitarras, órgão e piano. O disco foi relançado nos anos 90 pelo selo independente Rock Company em prensagens ilimitadas e só mais em diante a Universal Music relançaria este disco em 2014 através do box Três Tons de Jorge Mautner, com seus dois discos  Para Iluminar a Cidade - que fora relançada na coleção Série Estréia em 2002 - e Mil e Uma Noites de Bagdá.

## Faixas
As letras onde não estão indicadas são de autoria somente de Jorge Mautner.
1. Guzzy Muzzy – 2:34
2. Pipoca À Meia-Noite – 3:51
3. Cinco Bombas Atômicas (Mautner e Jacobina) – 2:45
4. Ginga de Mandiga (Mautner e Rodolfo Grani Junior) – 3:09
5. Rock da TV (Mautner e Jacobina)  – 4:37
6. Samba dos Animais – 3:58
7. Herói das Estrelas (Mautner e Jacobina)  – 3:07
8. Matemática do Desejo – 2:51
9. Nababo Ê (Mautner e Jacobina)  – 3:08
10. O Relógio Quebrou – 2:50
11. Salto no Escuro (Mautner e Jacobina)  – 3:41
12. Maracatu Atômico (Mautner e Jacobina)  – 3:36
13. Um Milhão de Pequenos Raios (Mautner e Jacobina)  – 2:09

## Músicos participantes[3]
- Jorge Mautner: voz, bandolim e violino
- Gilberto Gil: violão
- Nelson Jacobina: voz, violões e guitarra
- Rodolfo Grani Junior: baixo
- Tuti Moreno: bateria e percussão em "Cinco Bombas Atômicas"
- Chiquinho Azevedo: bateria em "Cinco Bombas Atômicas" e "Rock da TV", percussão
- Roberto de Carvalho: piano, piano elétrico, órgão, guitarra e violões

## Ficha técnica
- Direção de estúdio e produção: Gilberto Gil
- Técnicos de gravação: João Moreira, Luís Claudio e Orlando Costa
- Estúdios: Phonogram e Havaí (Rio de Janeiro)
- Mixagem e corte: João Moreira
- Arranjos: coletivos (banda)
- Capa: Rogério Duarte
- Arte-final: Milton Machado
- Fotografias: Thereza Eugênia